# Jan Corver Hooft
Jan Corver Hooft (Amsterdam, 14 december 1779 - 's-Graveland, 25 juli 1855) was een politicus uit het Verenigd Koninkrijk der Nederlanden.
Corver Hooft was een uit een bekende Amsterdamse regentenfamilie afkomstig Tweede en Eerste Kamerlid. Hij bekleedde al onder Lodewijk Napoleon en tijdens de inlijving hof- en bestuursfuncties. In 1824 kozen de Staten van Holland hem tot Tweede Kamerlid. Hij behoorde tot de leden die kritisch waren over het financiële beleid van de koning en hij drong aan op hervormingen. In de zitting 1829/1830 bekleedde hij het Kamervoorzitterschap. Na de grondwetsherziening van 1848 maakte hij anderhalf jaar deel uit van de Eerste Kamer.
- Biografisch Portaal: 24988123
- Digitale Bibliotheek voor de Nederlandse Letteren: hoof038
- International Standard Name Identifier: 0000 0003 9278 8167
- Nederlandse Thesaurus van Auteursnamen: 07392699X
- Parlement.com: vg09lkzhc5ze
- Virtual International Authority File: 286969449
- WorldCat: E39PBJyMk4xdHCcmDxymJD4H4q